# Kefersteinia perlonga
Kefersteinia perlonga är en orkidéart som beskrevs av Robert Louis Dressler. Kefersteinia perlonga ingår i släktet Kefersteinia och familjen orkidéer. Inga underarter finns listade i Catalogue of Life.